# Toon Raemaekers
Toon Raemaekers (9 september 2000) is een Belgisch voetballer die als verdediger speelt. Hij stroomde in 2020 door vanuit de jeugd van Oud-Heverlee Leuven. Sinds het seizoen 2025/26 komt hij uit voor Ferencváros.

## Carrière
Raemaekers genoot zijn jeugdopleiding bij KFC Diest, Lierse SK, KVC Westerlo en Oud-Heverlee Leuven. In januari 2019 mocht hij met de A-kern van OH Leuven mee op winterstage naar San Pedro del Pinatar. Op 11 februari 2020 maakte hij zijn officiële debuut in het eerste elftal van de club tijdens de competitiewedstrijd tegen Union Sint-Gillis. Een kleine zes maanden later promoveerde OH Leuven naar Eerste klasse A.
Op 10 augustus 2020 mocht hij op de openingsspeeldag tegen KAS Eupen zijn debuut in Eerste klasse A vieren. Tussen de vierde en achtste competitiespeeldag speelde hij, mede door de blessure van onder andere Kenneth Schuermans en Pierre-Yves Ngawa, vijf wedstrijden op rij 90 minuten.
In januari 2022 raakte bekend dat Raemaekers aan het eind van het seizoen 2021/22 transfervrij de overstap maakt naar KV Mechelen. Hier tekende hij een contract tot de zomer van 2025. 

## Clubstatistieken
| Seizoen         | Club                 | Land               | Competitie        | Competitie | Competitie | Beker | Beker | Supercup | Supercup | Europees | Europees | Totaal | Totaal |
| Seizoen         | Club                 | Land               | Competitie        | Wed.       | Dlp.       | Wed.  | Dlp.  | Wed.     | Dlp.     | Wed.     | Dlp.     | Wed.   | Dlp.   |
| --------------- | -------------------- | ------------------ | ----------------- | ---------- | ---------- | ----- | ----- | -------- | -------- | -------- | -------- | ------ | ------ |
| 2019/20         | OH Leuven            | Vlag van België    | Eerste klasse B   | 1          | 0          | 0     | 0     | —        | —        | —        | —        | 1      | 0      |
| 2020/21         | OH Leuven            | Vlag van België    | Eerste klasse A   | 10         | 0          | 0     | 0     | —        | —        | —        | —        | 10     | 0      |
| 2021/22         | OH Leuven            | Vlag van België    | Eerste klasse A   | 1          | 0          | 0     | 0     | —        | —        | —        | —        | 1      | 0      |
| 2022/23         | KV Mechelen          | Vlag van België    | Eerste klasse A   | 3          | 0          | 0     | 0     | —        | —        | —        | —        | 3      | 0      |
| 2022/23         | → Lierse Kempenzonen | Vlag van België    | Eerste klasse B   | 22         | 2          | 2     | 1     | —        | —        | —        | —        | 24     | 3      |
| 2023/24         | KV Mechelen          | Vlag van België    | Eerste klasse A   | 6          | 0          | 0     | 0     | —        | —        | —        | —        | 6      | 0      |
| 2024/25         | KV Mechelen          | Vlag van België    | Eerste klasse A   | 35         | 0          | 2     | 0     | —        | —        | —        | —        | 37     | 0      |
| 2025/26         | Ferencváros          | Vlag van Hongarije | Nemzeti Bajnokság | 2          | 0          | 0     | 0     | —        | —        | 4        | 0        | 6      | 0      |
| Carrière totaal | Carrière totaal      | Carrière totaal    | Carrière totaal   | 80         | 2          | 4     | 1     | 0        | 0        | 4        | 0        | 87     | 3      |

## Trivia
- Raemaekers heeft een relatie met doelvrouw Silke Baccarne.